# 故城镇 (故城县)
故城镇是河北省故城县下辖的一个镇，位于故城县东北部，南临京杭大运河，北靠邢德公路，人口3万，是故城县的旧县城。
隋开皇六年（公元586年）置东阳县，县治所设在此处。隋开皇十八年（公元598年）东阳县改名漳南县，此处仍是县城。唐武德七年（公元624年），漳南县城向西南移22华里，移至今山东省武城县漳南镇，此处始有“故城”之名。故城，漳南之“故城”也。元代至元元年（公元1264年）复于故城置县，名故城县，从那时起县治所一直在故城镇。1945年6月县城迁至郑家口镇。

## 行政区划
桥头溪乡下辖以下地区：
大第八村、小第八村、新庄村、西万庄村、马厂村、戴庄村、东关村、西南镇村、西关村、东万庄村、张庄村、刘庄村、桑塘村、东南镇村、中镇村、北关村、周庄村、南郭庄村、夏立村、小屯村、贾别王村、裴别王村、胡别王村、东十里铺村、西十里铺村、大文庄村、小文庄村、袁庄村、北郭庄村、何庄村、赵庄村、霍廖庄村、三里口村、陈庄村、芦庄村、南二屯村和北二屯村。